# 専照寺
専照寺（せんしょうじ）は、福井県福井市にある浄土真宗の寺院で真宗三門徒派の本山である。山号は鹿苑山、中野山。本尊は阿弥陀如来。

## 歴史
正応3年（1290年）、和田門徒の如道が越前国大町（現・福井県福井市大町）に大町専修寺を建立して付近一帯を布教して以来、大町専修寺は如道教団の中心寺院として栄えていた。が、如道が大谷廟堂（後の本願寺）の覚如の弟子になるなどしたため、教団は本願寺と近い関係にあった。如道の死後はその次男如浄が教団指導者・大町専修寺第2世についた。そしてその子良金が第3世、さらに第4世某と継がれていったが、如浄、良金、某と立て続けに浄土宗に傾倒し、門徒が離れていき衰退してしまったために永享7年（1435年）、第4世某は本願寺第6世巧如によって破門された。残された大町専修寺の門徒は如道の弟子であった誓願寺道願の子浄一を教団第4世として新たに擁立し、更に大町専修寺から離れて越前国足羽郡に中野専照寺を建立して三門徒派の再興を計った.
室町時代には室町幕府第6代将軍足利義教の帰依を得た。天正10年1582年には北の庄（現・福井市）に移り、天正13年（1585年）には正親町天皇の勅願所となった。江戸時代に入り享保9年1724年に現在地に移っている。この時同時に天台宗妙法院門跡の院家となった。天保8年(1837年)には大火により御本堂、御影堂をはじめ全ての建物が全焼してしまうが、その後復興した。
明治時代に入って真宗大谷派に合同したりしたが、明治11年1878年独立して一派真宗三門徒派を構成した。しかし、昭和23年（1948年）6月28日の福井地震で御影堂以外の堂塔伽藍は全て倒壊した。その後、復興の努力が続けられている。

## 文化財
- 専照寺御影堂 - 江戸時代後期の建築。正面30.3m、側面29.1mの大型の堂宇である。市指定文化財[1]

## 所在地
- 福井県福井市みのり2-3-7